# NGC 6589
NGC 6589 é uma nebulosa na direção da constelação de Sagittarius. O objeto foi descoberto pelo astrônomo Lewis Swift em 1885, usando um telescópio refrator com abertura de 16 polegadas. 